# Rodríguez de Mendoza (provincie)
Rodriguez de Mendo is een provincie in de regio Amazonas in Peru. De provincie heeft een oppervlakte van  2359 km² en telt 31.192 inwoners (2015). De hoofdplaats van de provincie is het district San Nicolas.

## Bestuurlijke indeling
De provincie is verdeeld in twaalf districten, UBIGEO tussen haakjes:
- (010602) Chirimoto
- (010603) Cochamal
- (010604) Huambo
- (010605) Limabamba
- (010606) Longar
- (010607) Mariscal Benavides
- (010608) Milpuc
- (010609) Omia
- (010601) San Nicolas, hoofdplaats van de provincie
- (010610) Santa Rosa
- (010611) Totora
- (010612) Vista Alegre

Bagua · Bongará · Chachapoyas · Condorcanqui · Luya · Rodríguez de Mendoza · Utcubamba